# Melchor Bravo de Saravia
Melchor Bravo de Saravia i Sotomayor (Sòria, Castella, 1517 - 1577), va ésser el quart virrei oficial del Virregnat del Perú i governador de Xile.
El 1549 va viatjar a Amèrica per fundar la Reial Audiència de Nova Granada i convertir-se en el seu Oidor (qui sentenciava en els pleits i els judicis). Més endavant, va desenvolupar el mateix càrrec a l'Audiència de Lima, des d'on va assumir, en dues ocasions, el govern interí del Virregnat.
En el seu primer govern interí (juliol de 1552 a juliol de 1556), l'Audiència va haver de combatre la rebel·lió de Francisco Hernández Girón contra les Lleis d'Índies, a qui va derrotar el 7 de desembre de 1554 a la batalla de Pucará, essent executat a Lima. Després de finalitzar el seu govern a Lima, va arribar a Xile, per actuar a la Guerra d'Arauco, com a nou governador de la zona.
Les seves campanyes com a governador van anar dirigides contra els pobles indígenes de Xile, els maputxe. Després de nombroses desfetes, Felip II va acceptar la dimissió de Bravo de Saravia el 1573. La seva gestió administrativa s'havia vist molt perjudicada per les depeses bèl·liques al sud i pel fort terratrèmol que va assolar la Concepció, el 1570. El va substituir Rodrigo de Quiroga en el càrrec, el 1575. Dos anys més tard va retornar a Sòria, on va morir a finals de 1577.